# Fortes fortuna adiuvat

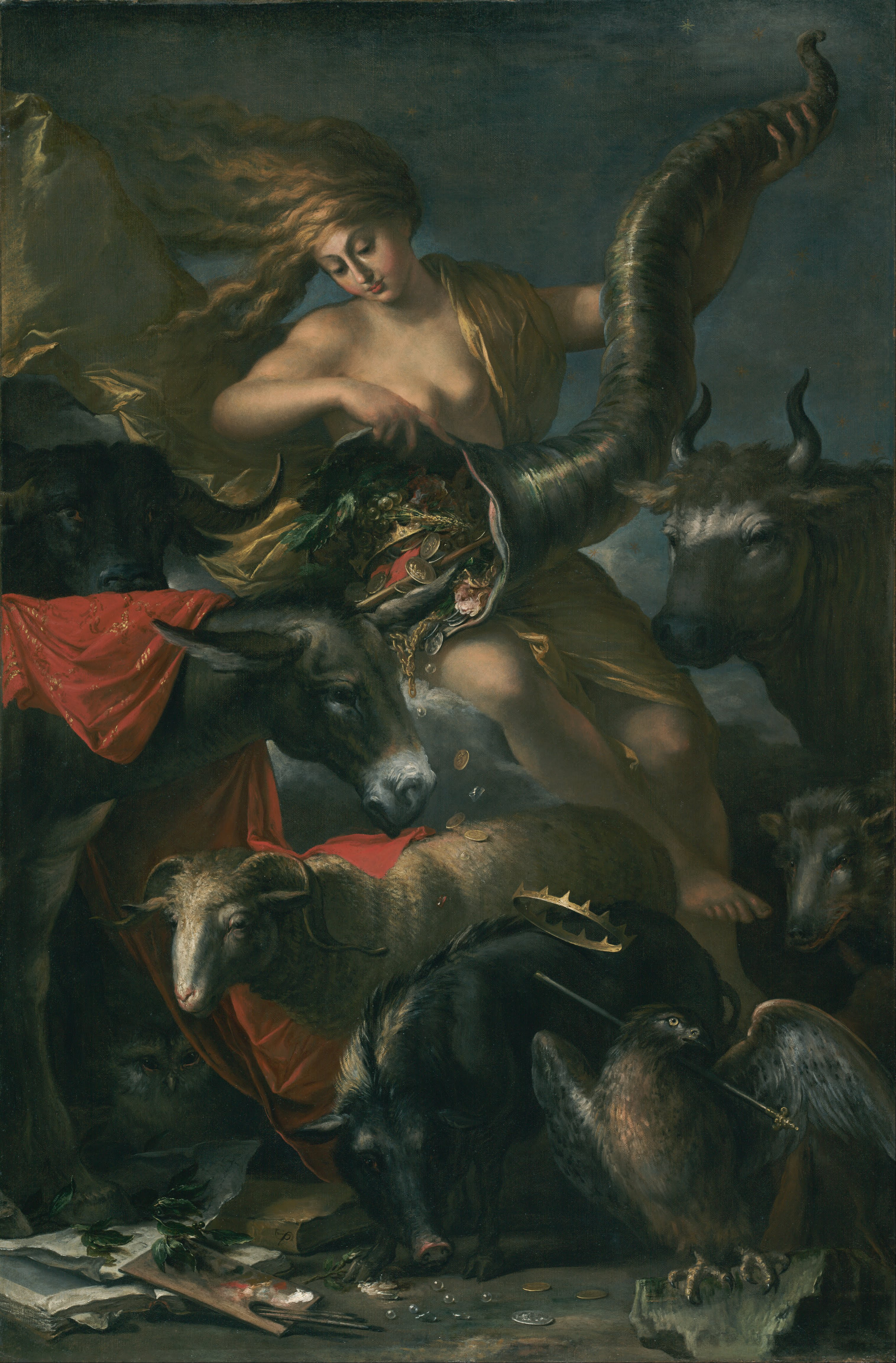
На картині Сальватора Роза «Аллегорія долі» (1658) показано Фортуну, Богиню везіння, як алегорію долі

«Хоробрим доля допомагає» (лат. Fortes fortuna adiuvat), також «доля допомагає сміливим») — латинська приказка, у цій або подібній формі зустрічається в творах класичних письменників. На думку латинського поета Клавдіана, основна думка цієї приказки належить ще грецькому поету Сімоніду (V століття до н. е.).

## Приклади вживання
- У Теренція в комедії «Форміон» («Phormio» 1, 4);
- У Цицерона в трактаті «Тускуланські бесіди», присвяченому Бруту («Tusculanae» 2, 4, 11);
- У Лівія в « Історії від заснування міста» («Ab Urbe Cond.», XXXIV, 37);
- Можливо, була виголошена Плінієм Старшим, коли він збирався спостерігати виверження Везувію (79 рік), під час якого втратив життя (про що пише Пліній Молодший, «Epistulae», VI, 16).

## Інші форми вживання
Часто ця приказка вживається і в формі «Audacem (або Audentes) fortuna juvat», зокрема у Вергілія (Aen. X, v. 284). Ця форма має менш оригінальний характер, тому що в ній пропадає улюблена взагалі народом і яка особливо часто зустрічається в народних висловах як давніх віків, так і нового часу алітерація (Fort-es — fort-una).
Шиллер у своєму «Вільгельмі Теллі» (акт I, сцена 2) говорить: нім. «Dem Mutigen hilft Gott» («Хороброму / мужньому допомагає Бог»).